# Acianthera herrerae
Acianthera herrerae är en orkidéart som först beskrevs av Carlyle August Luer, och fick sitt nu gällande namn av Rodolfo Solano Gómez och Soto Arenas. Acianthera herrerae ingår i släktet Acianthera och familjen orkidéer.
Artens utbredningsområde är Guatemala. Inga underarter finns listade i Catalogue of Life.